# Музей Эгона Шиле
Музей Эгона Шиле в Тульне-на-Дунае — художественный музей в Нижней Австрии, посвященный жизни и творчеству австрийского живописца Эгона Шиле. Открыт 12 июня 1990 года к 100-летию художника.

## История
Музей располагается в здании бывшей окружной тюрьмы 1989 года постройки, которая была специально приобретена муниципалитетом для музея и нуждалась в ремонте. Открытие состоялось 12 июня 1990 года на деньги спонсоров.
В 2011 году музей Эгона Шиле был передан в ведение государственного музея Нижней Австрии (Niederösterreichische Museums Betriebs GmbH). После ремонта и модернизации постоянная экспозиция вновь открылась в апреле 2011 года под названием «Эгон Шиле: Истоки художника». В центре выставки ранние работы Шиле, в которых проявляется его связь с его родным городом Тульном и землей Нижняя Австрия.

## Выставка
В 12 залах представлено более 100 объектов. На выставке представлено 90 картин Шиле и множество фотографий из его жизни и семьи. На первом этаже представлены произведения, связанные с детством Шиле в Тульне, а также реликвии из школьной жизни в Клостернойбурге и студенческих времен в Вене.
Среди известных картин — Вид на заснеженные виноградники в Клостернойбург (Blick über verschneite Weingärten auf Klosterneuburg), которую Шиле написал в 1907 году и Старая мельница 1916 года.